# Поморська-Весь
Поморська-Весь (пол. Pomorska Wieś, нім. Pomehrendorf) — село в Польщі, у гміні Мілеєво Ельблонзького повіту Вармінсько-Мазурського воєводства.
Населення — 254 особи (2011).
У 1975-1998 роках село належало до Ельблонзького воєводства.

## Демографія
Демографічна структура станом на 31 березня 2011 року:
|          | Загалом | Допрацездатний вік | Працездатний вік | Постпрацездатний вік |
| -------- | ------- | ------------------ | ---------------- | -------------------- |
| Чоловіки | 120     | 25                 | 88               | 7                    |
| Жінки    | 134     | 23                 | 85               | 26                   |
| Разом    | 254     | 48                 | 173              | 33                   |